# Lézard Martien
 (novembre 2013).
 (novembre 2013).
Fondé en 1993, Lézard Martien est un groupe de rock originaire de Jenlain (Nord).

## Scènes
D'abord créé pour la scène, ce collectif comptant 7 musiciens a multiplié les concerts, plus de 500 à ce jour, sur toutes les scènes du Nord, de Paris et de Belgique.
Parmi ses références scéniques : Fête de l'Huma, La Boule Noire, Le Sentier des Halles, life live in the bar, Le Zénith de Lille, L'Aéronef, Le Splendid, Le Biplan, Le Pasino de Saint-Amand, la Condition Publique, Le Grand Mix, Le Nouveau Siècle de Lille... et de nombreuses première partie d'artistes tels que Jéronimo, La Grande Sophie, Kid Créole, Marcel et son Orchestre.
Depuis le début des années 2000, Lézard Martien nous livre régulièrement ses albums et DVD, reconnus par le public et de nombreux diffuseurs (France Inter, France Bleu, France Bleu Nord).

## Rencontres
Lézard Martien rassemble de nombreux acteurs et musiciens autour de projets artistiques de grande ampleur comme celle du Lézarmonic Tour, réalisée en 2007 dans le cadre d'un partenariat avec la Communauté d'Agglomération de La Porte du Hainaut (région de Saint-Amand Les Eaux). Ce spectacle, écrit et composé par le groupe et arrangé par Jean Philippe Vanbeselaere, a réuni sur scène Lézard Martien et 12 harmonies municipales pour 12 concerts et un final offert sur le site minier de Wallers Arenberg avec les 450 musiciens de la tournée. 

## Albums
Après "Rêver.Veiller" (2003), puis "Loin du Milieu" (2006), le troisième album du groupe est sorti en novembre 2009. Il s'intitule "Les Bois Électriques".
Le quatrième album ("Radio Scaramouche"), dont la sortie est intervenue en octobre 2013, marque une nouvelle étape dans la trajectoire de Lézard Martien. La bande de musiciens valenciennois est cette fois allée chercher de nouvelles sources d'inspiration aux confins de la Belgique, au studio "La Chapelle" de Waimes, pour y concocter un son plus cash, plus live, plus mélodique aussi.
Un retour au rock pour le premier véritable album concept du groupe, servi par Fabien Ménart, sound designer hyper créatif et nouvellement embarqué dans le collectif. L'occasion aussi d'une rencontre artistique et vocale avec Renya, artiste d'origine togolaise évoluant notamment au Conservatoire de Jazz de Tourcoing.

## Groupe
Composition du groupe : Eric Bricout (basse, chœurs) / Jérôme Bultot (batterie) / Laurent Bultot (chant lead, clavier, guit. ac.) / Stéphane Pétoux (saxos, chœurs) / Vincent Terret (trombone, chœurs) / David Valles (guitares électriques et acoustiques, banjo, chœurs) / Stéphane Lahaye (trompette, glockenspiel, claviers, chœurs)
De nombreux musiciens ont participé à l'aventure Lézard Martien, parmi lesquels : Tibo Dreidemy (B), Laurent David (B), Sebastien Nivel (G), Yvon Demol (G), Stephan Ciesielski (Tbe), Fredéric Pisson (Tpt), Maxime Woirgny (Tpt), Jean-François Lambecq (G), ainsi que Fredéric BLANC-GARIN (direction artistique)
Duo technique :
- Ingénieur du son : Bertrand Charlet ;
- Chef opérateur : Freddy Ledieu

Administration et contacts : Jérôme Bultot
Collaboration artistique sur le lézarmonic : Jean Philippe Vanbeselaere et Benoit Meurin (arrangements pour ensemble d'harmonie).

## Liste des albums
- Radio Scaramouche (CD, 12 titres, 2013)
- Les Bois Electriques (CD, 12 titres, 2010)
- Loin du Milieu (CD, 13 titres, 2007)
- Ze Cosmic Tour live (DVD, 14 titres, 2005)
- Rêver Veiller (CD, 13 titres, 2003)
- Lezard Martien  (CD auto-produit 6 titres,1993 )

à noter : le DVD-reportage sur le Lézarmonic Tour, édité par la CAPH en 2008.
à noter également la participation de Lezard Martien sur la compilation "un hommach' à vous ottes" volume 2, sortie en 2007, compilation dédiée à la reprise de chansons interprétées autrefois par Raoul de Godewarsvelde. Lezard Martien y a notamment réadapté "La Petite Tonkinoise".
Vous pouvez également retrouver 3 titres du groupe sur la compilation "Vive les Ch'tis" sortie chez Warner en 2008.